# بالاو دي جيل
بالاو دي جيل (بالكتلانية: Palau de Gel) قاعة رياضية في مدينة برشلونة في إسبانيا تتسع إلى 1,256 متفرج، وهي مخصصة لرياضة هوكي الجليد، تعتبر معقل نادي برشلونة لرياضة لهوكي الجليد، تم إنشاء الصالة سنة 1971، الصالة مقامة على أرض مساحتها 3,650 م2، تستخدم الصالة كذلك لرياضة المبارزة بالسيف، استضافة عدد من العاليات الرياضية خلال دورة الألعاب الأولمبية برشلونة 1992.